# Rusadir (traghetto)
Il Rusadir è un traghetto appartenente alla compagnia di navigazione spagnola Baleària.

## Ordine e costruzione
Ordinato nei primi mesi del 2018 dalla Brittany Ferries al cantiere navale tedesco Flensburger Schiffbau-Gesellschaft di Flensburgo ed impostato il 6 agosto successivo, viene varato il 19 dicembre 2019 con il nome di Honfleur.
Il 18 giugno 2020, a causa dei ritardi nella consegna da parte del cantiere navale per ingenti difficoltà economiche, Brittany Ferries rescinde il contratto di costruzione. Successivamente il contratto viene ristipulato sotto la commissione della Siem Shipping.
Trasferito il 25 ottobre nel cantiere navale Fosen Yard di Rissa, viene completato e, dopo il superamento delle consuetudinarie prove in mare, consegnato il 23 maggio 2022 alla Siem Shipping.

## Servizio
L'8 marzo 2023 viene noleggiato dalla Siem Shipping alla spagnola Baleària e, ribattezzato Rusadir, prende servizio a partire dal 3 aprile successivo sulla Malaga-Melilla.
Il 20 dicembre 2023 viene venduto a titolo definitivo alla Baleària.